# Edmund Hansen
Edmund Hansen, född 9 september 1900 i Odense, död 26 maj 1995 i Köpenhamn, var en dansk tävlingscyklist.
Hansen blev olympisk silvermedaljör i tandem vid sommarspelen 1924 i Paris.